# گرید (مجموعه تلویزیونی)
گرید (انگلیسی: Grid؛‏ کره‌ای: 그리드) مجموعه تلویزیونی محصول کره جنوبی با بازی سو کانگ جون، کیم آه جونگ، کیم مو یول، کیم سونگ کیون و لی شی یونگ است. این مجموعه از ۱۶ فوریه ۲۰۲۲ از دیزنی پلاس پخش شد.

## بازیگران

### اصلی
- سو کانگ جون در نقش کیم سه ها / کوان سه ها[۳]
  - چوی سونگ هون در نقش جوانی سه ها
- کیم آه جونگ در نقش جونگ سه بیوک[۲]
- کیم مو یول در نقش سونگ او جین[۲]
- کیم سونگ کیون در نقش کیم ما نوک / لی شی وون[۲]
- لی شی یونگ در نقش د گاست[۲]